# Loup Hervieu
Loup Hervieu (* 5. April 2000 in Granville) ist ein französischer Fußballspieler. 

## Karriere
Der Mittelfeldakteur war in seiner Jugend für La Bréhalaise Football und US Granville aktiv. 2016 wechselte er in des Nachwuchszentrum des  französischen Zweitligisten SM Caen. Drei Jahre später unterschrieb er seinen ersten Profivertrag und spielte vorerst weiter für die Reservemannschaft in der fünftklassigen National 3. Am 29. August 2020 folgte beim 2:0-Heimspielsieg gegen AC Ajaccio sein Debüt in der Ligue 2. 